# 쓰루미쓰바사교
쓰루미쓰바사 교(일본어: 鶴見つばさ橋, つるみつばさばし)는 일본 가나가와현 요코하마시 쓰루미구에 있는 다리이다. 수도고속도로 완간 선이 지나가며 1994년 12월 21일에 개통하였다.
요코하마 베이브리지와 비견해서 요코하마를 대표하는 다리이다.
'쓰루미'는 쓰루미 구에 유래했으며 '쓰바사'는 '날개'를 뜻하는 낱말이다.
공업 지역에 있으며 다이코쿠 부두에서 볼 수 있으나 동일본 여객철도 쓰루미 선 우미시바우라역에서 바라보면 아름답게 볼 수 있어, 국도 제357호선의 일부이기도 하다.

## 같이 보기
- 일본의 교통
- 요코하마 베이브리지
- 레인보우 브리지 (도쿄)

| 수도 고속 도로 완간 선                   | 수도 고속 도로 완간 선 | 수도 고속 도로 완간 선                                                    |
| ---------------------------------------- | ---------------------- | ------------------------------------------------------------------------- |
| 히가시오기시마 나들목 신키바 나들목 방면 |                        | 다이코쿠 분기점 다이코쿠 부두 나들목 다이코쿠 휴게소 사치우라 나들목 방면 |